# Portrait de Clarissa Strozzi
Le Portrait de Clarissa Strozzi est une peinture à l'huile sur toile du peintre vénitien Titien réalisée en 1542 et conservée au musée Gemäldegalerie de Berlin, en Allemagne.

## Histoire
Clarissa Strozzi fille de Roberto Strozzi et de Maddalena di Piefrancesco de Medici vécu en exil à Venise de 1540 à 1542. Il s'agit du deuxième tableau peint par Titien la même année avec le portrait de Ranuccio Farnèse. On remarque dans les deux tableaux que les enfants ont l'attention distraite par un événement extérieur au tableau.

## Description et style

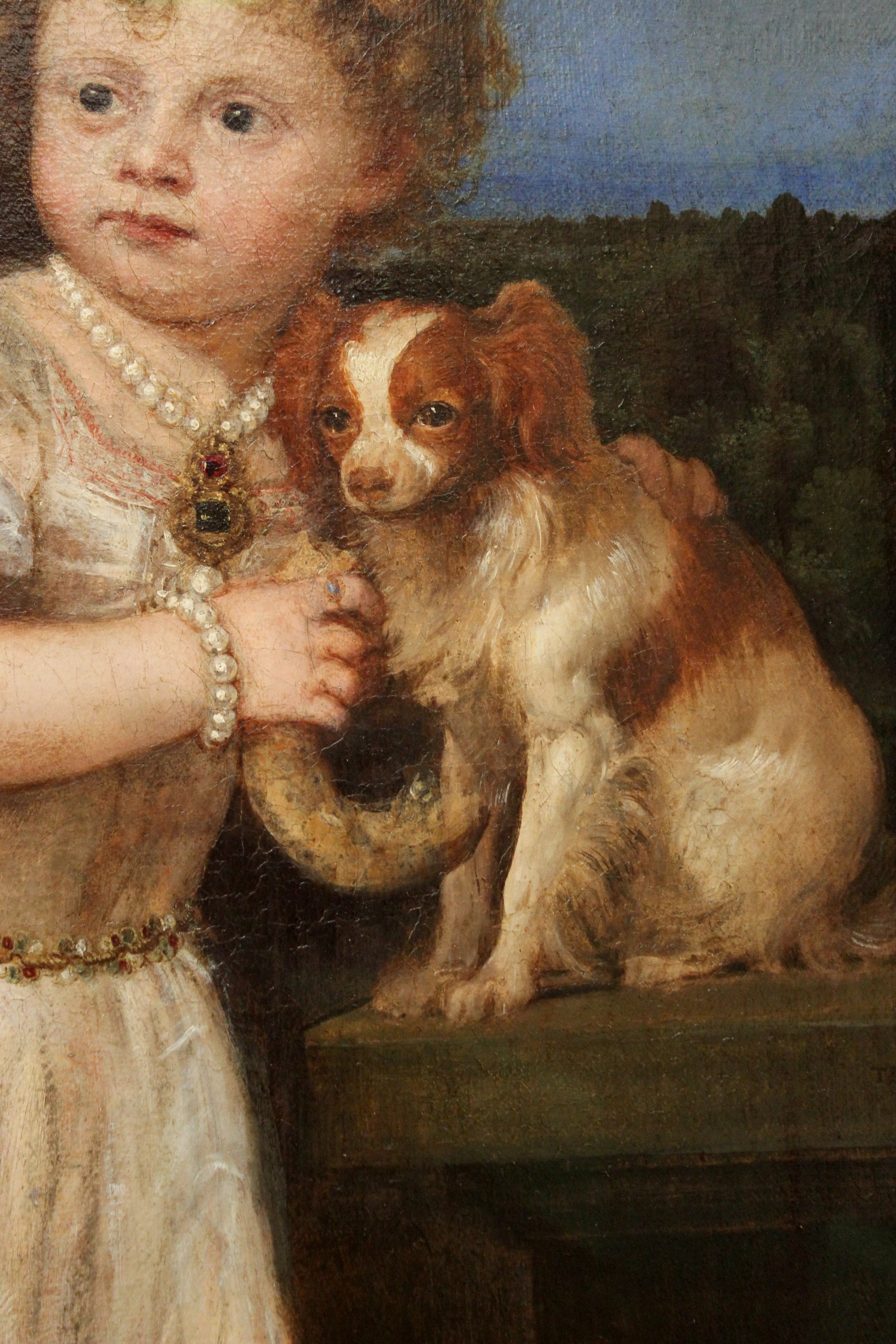
Détail

La toile représente une fillette de l'ancienne famille florentine des Strozzi ; elle a l'air légèrement effrayée et s'approche du petit chien comme pour se protéger tout en lui donnant à manger. Le tableau est considéré par certains comme un exemple d'un des plus beaux portraits d'enfants au monde grâce à la coloration et en particulier à la combinaison du rouge carmin, du bleu et du jaune d'or. Cette toile était considérée comme une source d'inspiration pour les peintures du Flamand Antoon van Dyck.

## Autres projets